# Johnny Tame
Johnny Tame, geboren als Uwe Reuß (Friedberg, 3 maart 1947) is een Duitse zanger, gitarist en songwriter.

## Carrière
Tame begon zijn muzikale carrière begin jaren 1960 onder zijn echte naam Uwe Reuß en was werkzaam als bassist, gitarist en zanger van meerdere Duitse bands als The Rascals (niet de Amerikaanse band The Rascals), The Gigolos en The Delegates. In 1964 werd hij professioneel muzikant en speelde hij in talrijke gala's en tv-shows, ook in het Duitstalige buitenland. In 1967 nam hij zijn artiestennaam Johnny Tame aan, waaronder hij met zijn eerste eigen compositie Sand in my Shoes zijn tot nu toe grootste internationale succes lukte. Hij speelde op talrijke festivals en vertegenwoordigde Duitsland tijdens het internationale songfestival OSCAR op Malta met een 3e plaats. In hetzelfde jaar zong hij onder het pseudoniem Sherman Space twee nummers van een Perry Rhodan-film.
Begin jaren 1970 breidden zich de internationale concerten, tv- en radioverplichtingen in onder andere de Verenigde Staten, Portugal, België en Scandinavië uit. Tame formeerde in 1972 de Johnny Tame's Time Machine en was als bassist en zanger werkzaam bij The Bourbon Family. Bovendien speelde hij tot 1976 als bassist en zanger bij The Orpheus Band van Costa Cordalis. Hoewel zijn media- en podiumaanwezigheid toenam, wilde de grote doorbraak maar niet lukken.

## Tame en Maffay
In 1976 begon zijn succesvolle samenwerking met Peter Maffay, met wie onder de naam Tame & Maffay twee countryrock-albums werden geproduceerd. Daaruit ontstond een tot 1986 durende samenwerking, waarbij Johnny Tame min of meer regelmatig een muzikaal bestanddeel en speciale gast was bij concerten en producties van Maffay. Begin jaren 1980 bracht men twee solo-lp's uit met overeenkomstige singles. Tame toonde echter zeer weinig interesse aan een controle van zijn inkomsten en investeringen. Hij liet zijn belangen afwikkelen door financiële- en belastingadviseurs, hetgeen voor hem uiteindelijk uitmondde in een financieel en economisch fiasco.
Tijdens de gezamenlijke tijd met Maffay ontstonden er steeds weer problemen tijdens het live- en studiowerk. Aan het eind van de Carambolage-tournee in 1984 kwam definitief een einde aan de samenwerking tussen Tame en Maffay. Mede verantwoordelijk waren alcohol- en drugsgebruik en de slechte gezondheidstoestand van Tame, waarvan de werkelijke oorzaken vanuit medisch standpunt onduidelijk bleven. Heden is bekend, dat Johnny Tame lijdt aan een chronischevermoeidheidssyndroom. Na een laatste plaatproductie in 1986 trok hij zich volledig terug naar zijn toenmalige woonplaats Borkum, die hij allen verliet voor enkele verplichtingen. Zijn tot dato laatste publieke optredens vonden plaats in 1989. Hij was stamgast bij de Tag der Niedersachsen, waar hij een onderscheiding ontving als artiest van het jaar. Ook nam hij deel aan het stadsfeest in Northeim en bij de Breminale.

## Sociale betrokkenheid
Tame maakte zeer vroeg gebruik van zijn populariteit om zich voor sociale en humanitaire projecten in te zetten, zoals voor milieuorganisaties. Daarbij stond altijd zijn onvoorwaardelijke betrokkenheid voor het project op de voorgrond en niet de mogelijke voordelen voor zijn carrière. Luchtverontreiniging, bossterven en het gebruik van kernenergie thematiseerde Tame deels radicaal, lang voordat men in Duitsland en ergens anders begon om daarover kritisch van gedachten te wisselen. Begin jaren 1980 speelde hij onder andere met Joan Baez tijdens concerten voor Amnesty International en Humanitas, trad hij op tijdens het concert voor Afghanistan in Hamburg en was hij steeds weer aanwezig bij optredens voor Künstler für den Frieden, AGA Aktionsgemeinschaft Artenschutz en Greenpeace. Bovendien steunde hij de Nicaragua-stichting van Dietmar Schönherr.

## Discografie
Tussen 1965 en 1986 werd een hele reeks geluidsdragers van en met Tame uitgebracht. Opgenomen werden zowel Engelstalige als Duitstalige nummers. Voor zijn soloproducties verzekerde Tame zich als regel van de muzikale steun van bandleden van de Peter Maffay Band, waaronder Bertram Engel. De tot dan laatste publicatie is afkomstig uit 1998, een Best Of-album, dat zijn vriend en langjarige muzikale metgezel Frank Diez produceerde.

### Singles
- 1965: Monkey Monkey / She's the one - the Delegates
- 1966: Schöne Träume / Man redet soviel - Gary and the Gamblers
- 1966: Walking in my sleep all night / Nitewalk - The Delegates
- 1967: Sand in my shoes / Steak and cake - Johnny Tame
- 1967: A lonely stretch of nothing / Yesterday is a thousand tears away - Johnny Tame
- 1968: Agatha Twichit / Ich geh' meinen Weg - Johnny Tame
- 1968: Der einsame Mr. Brown / Unter jedem Himmel - Johnny Tame
- 1968: Honey Honey / Please let them be - Johnny Tame
- 1968: Count Down / Omicron 3 - Sherman Space
- 1969: Walter / Please let them be - Johnny Tame
- 1969: Schachmatt / Walking in my sleep allnight - Johnny Tame
- 1969: Barbarella / Samstag abend, Sonntag morgen - Archaeopterix
- 1969: Barbarella / No more living without loving - Archaeopterix
- 1970: You've guessed / Walking in my sleep allnight - Johnny Tame
- 1970: Sunny Honey Girl / Guitarman - Johnny Tame
- 1970: Ich sing' für Dich / Alle reden von Liebe - J & M
- 1971: Allright okay / Oochee Boochee - Bourbon Family
- 1972: Shambala / I've got a tiger by the tail - Bourbon Family
- 1977: Making it better / I can be so far away - Tame & Maffay
- 1979: Victory / Stop feeling blue - Tame & Maffay
- 1980: Louisiana / I'm not gonna waste my time - Johnny Tame
- 1980: I'm stranded / Here in this land - Johnny Tame
- 1981: Time for peace / Rescue - Johnny Tame

Ep's
- 1982: Tame & Maffay – You won't be hurt again

Lp's
- 1977: Tame & Maffay – Tame & Maffay I
- 1979: Tame & Maffay – Tame & Maffay II
- 1980: Johnny Tame – Indistinct horizon
- 1981: Johnny Tame – Untamed

Cd's
- 1998: Johnny Tame – Johnny Tame (Best of)

Samenwerking
- 1976: Peter Maffay – Es war Sommer (Ich such' meinen Stern)
- 1977: Peter Maffay – Dein Gesicht
- 1978: Peter Maffay – Live
- 1979: Peter Maffay – Steppenwolf
- 1980: Peter Maffay – Revanche
- 1980: Volker Lechtenbrink – Dame & Clown (Jet Set, Meine kleine Schwester)
- 1982: Peter Maffay – Live 82
- 1982: Peter Maffay – Ich will leben
- 1986: Double V Connection – UnderTaKing

- Gemeinsame Normdatei: 134536150
- International Standard Name Identifier: 0000 0000 5831 082X
- Library of Congress Control Number: no2006120418
- MusicBrainz: 51a5c0e5-b24b-474b-a991-1b47d2638836
- Virtual International Authority File: 79662634